# Areszt Śledczy w Poznaniu
Areszt Śledczy w Poznaniu (gwara więzienna: Młyn) – znajduje się w centrum Poznania przy ul. Młyńskiej 1.

## Historia
Areszt przy ul. Młyńskiej powstał w latach 70. XIX wieku jako kontynuacja więzienia istniejącego wcześniej przy placu Sapieżyńskim (obecna nazwa: plac Wielkopolski) od 1802; obecnie budynek dawnego więzienia zajmuje Archiwum Państwowe.
Budynek penitencjarny III (C) przy ul. Młyńskiej zbudowano około 1907. Całość zmodernizowano w latach 70. XX wieku.
11 sierpnia 1930 wybuchł kilkugodzinny bunt więźniów opanowany przez policję i straż pożarną.
W czasie II wojny światowej w areszcie miało siedzibę Gestapo.
28 czerwca 1956 po godzinie 11 demonstranci poznańskiego czerwca zaczęli niszczyć akta znajdujące się w przyległym do aresztu sądzie i prokuraturze. Jednocześnie w budynku aresztu śledczego dostali się do magazynu broni.

## Organizacja
Areszt podlega Okręgowemu Inspektoratowi Służby Więziennej w Poznaniu. Podlegają mu Oddziały Zewnętrzne w Poznaniu przy ul. Nowosolskiej oraz w Baranowie i Rosnowie.
W areszcie funkcjonuje szpital (oddziały: chorób wewnętrznych, obserwacji sądowo-psychiatrycznej, dermatologiczny) i ośrodek diagnostyczny. W sali widzeń znajduje się 38 stanowisk i 4 stanowiska do udzielania widzeń w sposób uniemożliwiający bezpośredni kontakt z osobą odwiedzającą.
Cele budynku przy ul. Młyńskiej są zradiofonizowane.
|                                | 61-729 Poznań ul. Młyńska 1 52°24′42″N 16°55′41″E/52,411667 16,928056 | 60-171 Poznań ul. Nowosolska 40 52°22′35″N 16°50′04″E/52,376389 16,834444  | 62-081 Baranowo ul. Budowlanych 14 52°25′55″N 16°47′43″E/52,431944 16,795278 | 62-052 Komorniki Rosnowo ul. Jarzębinowa 2 52°19′36″N 16°46′58″E/52,326667 16,782778 |
| ------------------------------ | --- | -------------------------------------------------------------------------- | ---------------------------------------------------------------------------- | ------------------------------------------------------------------------------------ |
| typ i rodzaj                   | areszt śledczy (TA) | zakład karny typu półotwartego dla odbywających karę po raz pierwszy (P-2) | zakład karny typu otwartego dla odbywających karę po raz pierwszy (P-3)      | zakład karny typu otwartego dla odbywających karę po raz pierwszy (P-3)              |
| oddział                        | zakład karny typu półotwartego dla odbywających karę po raz pierwszy (P-2) | zakład karny typu półotwartego dla młodocianych (M-2)                      | zakład karny typu otwartego dla młodocianych (M-3)                           | zakład karny typu otwartego dla młodocianych (M-3)                                   |
| dodatkowe przesłanki osadzenia | P-1, P-1/t, M-1, M-1/t, R-1, R-1/t, zakwalifikowani jako niebezpieczni, podlegający leczeniu szpitalnemu, chorzy na cukrzycę insulinozależną, wymagający całodobowej opieki lekarskiej, skierowani do ośrodka diagnostycznego, program substytucji metadonowej | chorzy na cukrzycę insulinozależną                                         | chorzy na cukrzycę insulinozależną                                           | chorzy na cukrzycę insulinozależną                                                   |
| miejsc                         | 662 szpital: 99 | 203                                                                        | 51                                                                           | 82                                                                                   |
| liczba cel                     | 225 |                                                                            |                                                                              |                                                                                      |

## Znani uwięzieni

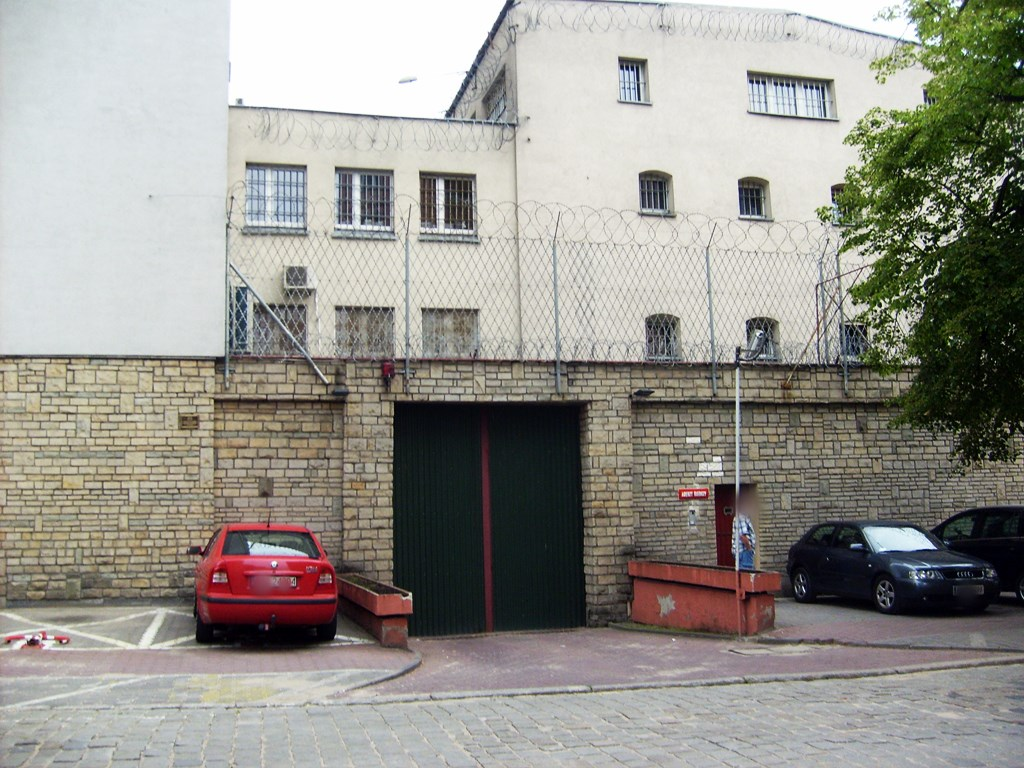
Brama i furtka wejściowa do aresztu

### Więźniowie przed 1939
- Aniela Tułodziecka w czerwcu 1913
- Leon Hałas od wiosny 1932

### Aresztowani przez hitlerowców w czasie okupacji 1939–1945
- Stanisław Pawłowski w 1939,
- Gustaw Manitius w 1939,
- Czesław Jóźwiak w 1940,
- Edward Kaźmierski w 1940,
- Franciszek Kęsy w 1940,
- Edward Klinik w 1940,
- Jarogniew Wojciechowski w 1940,
- Antoni Gąsiorowski od 25 czerwca 1942 do 26 czerwca 1943.

### Zbrodniarze hitlerowscy
- Arthur Greiser od 12 czerwca 1946 do 21 lipca 1946

### Działacze opozycji demokratycznej po II wojnie światowej do 1989
- Ryszard Stachowiak od 28 maja 1984 do 26 lipca 1984

### Przestępcy pospolici
- Kazimierz Polus od 5 stycznia 1983 do 15 marca 1985,
- Edmund Kolanowski od 16 maja 1983 do 28 lipca 1986,
- Tadeusz Kwaśniak od 22 kwietnia 1991 do 24 lipca 1991,
- Wojciech Krolopp od 2003 (z przerwami).